# Капніст Ростислав Ростиславович
Ростисла́в Ростисла́вович Капні́ст (нар. 20 лютого 1875 — пом. 13 січня 1921) — український шляхтич, граф, колекціонер українських старожитностей, філантроп, жертва Червоного терору у Криму. Онук українського поета, драматурга і громадсько-політичного діяча Василя Капніста, батько української акторки Марії Капніст.

## Біографія
Народився 20 лютого 1875 року в Полтавській губернії.
Успадкував великі землеволодіння у Хорольському повіті Полтавської губернії.
Навчався в Полтавському і Одеському реальних училищах, агрономній школі. Мав вищу освіту.
Колекціонував українські старожитності. Зібрав значну колекцію зброї, предметів побуту та картин, що експонувалася у 1912 році в Санкт-Петербурзі на виставці «Ломоносов та часи Єлизавети Петрівни» (розграбована в Судаку під час захоплення Криму більшовиками).
Був уповноважений Земського Союзу.
Надавав фінансову допомогу революціонерам, допомагав більшовикам ввозити з-за кордону примірники газети «Искра».
Разом з родиною жив у Санкт-Петербурзі. У гості до Капністів приходили найвідоміші містяни, серед них і Федір Шаляпін, який був закоханий у дружину Капніста, Анастасію. Наймолодшій дитині Капніста — Мірочці — Шаляпін давав уроки вокалу і хвалив її першу сценічну роботу в домашньому спектаклі.
Після Жовтневого перевороту родина переїхала на дачу-особняк в Судак, де жила бабуся. З 1920 року, коли більшовики захопили Крим, граф Капніст мав, як і всі дворяни, ходити в місцеву управу відзначатися.
13 січня 1921 року більшовики розстріляли графа — за звинуваченнями у допомозі Добровольчій армії та активну участь у повстанні кримських татар 1918 року (реабілітований 29 червня 1995 року прокуратурою Автономної республіки Крим). Перед розстрілом граф три тижні провів у підвалі судакської ЧК разом з російською письменницею Аделаїдою Герцик та іншими в'язнями. «Графу К.» присвячений перший з п'яти «Підвальних нарисів» Аделаїди Герцик, що має назву «Todesreif» (з німецької — «Готовий до смерті») — у ньому вона описує останні дні життя Ростислава Капніста і його побачення з дітьми.
Марія (Мірочка) Капніст про останні дні життя батька згадувала так:

| «Коли з'явилася «надзвичайка» — було вивішено оголошення: всім дворянам, титулованим особам прийти в ГПУ, інакше розстріл. Коли хтось запитав батька: «Ти підеш?» — він відповів: «Я не боягуз». «Я благаю, тато, не ходи!». Він пішов. А у нас був такий круглий стіл. І ось я пам'ятаю стакан — раптом сам розбився на дрібні шматочки, ніби хтось його вдарив. Пізно ввечері тато повернувся, але наступного дня його забрали. Потім його розстріляли...». Оригінальний текст (рос.) «Когда появилась «чрезвычайка» — было вывешено объявление: всем дворянам, титулованным особам прийти в ГПУ, иначе расстрел. Когда кто-то спросил отца: «Ты пойдешь?» — он ответил: «Я не трус». «Я умоляю, папа, не ходи!». Он ушел. А у нас был такой круглый стол. И вот я помню стакан — вдруг сам разбился на мелкие кусочки, как будто кто-то его ударил. Поздно вечером папа вернулся, но на следующий день его забрали. Потом его расстреляли...». |
| |

У 1921 році більшовики зруйнували дачу-особняк Капністів. Вдові й дітям графа вдалося уникнути арешту. Згодом син Григорій (у 1930) та наймолодша Мірочка (у 1941) — були репресовані.

## Родина
Батько — граф Ростислав Петрович Капніст, нащадок українського шляхетського роду, засновники якого були вихідцями з грецького острова Занте (нині — Закінф), що належав Венеційській Республіці.
Двоюрідний дід (рідний брат діда Петра Васильовича Капніста) — український поет, драматург і громадсько-політичний діяч Василь Капніст (нар. 1758 — пом. 1823).
Дружина — Анастасія Дмитрівна Байдак (нар. 1882 — пом. 1930) із роду кошового отамана Запорозької Січі Івана Сірка, гетьмана Павла Полуботка та козацько-старшинського роду Дуніних-Борковських. Вона знала 8 мов.
У подружжя було п'ятеро дітей: Єлизавета (нар. 1904 — пом. 1921), Василь (нар. 1907 — пом. 1926), Григорій (нар. 1908 —пом. 1976), Андрій (нар. 1910 — пом. 1989) та Маріетта, яка стала кіноакторкою (рідні та друзі звали її Мірочка; нар. 1914 —пом. 1993). Єлизавета померла у 1921 році, через два дні після розстрілу батька, від «нервового раптового паралічу». Василь, за даними «Літературної газети», — потонув, а Андрій змінив графське прізвище на Копніст. Григорій — з 1922 року працював чорноробом по радгоспах і в лісництвах, з 1925 року, після закінчення школи, — рахівником в екскурсійному бюро, з осені — в дорожньому відділі комунального господарства в Москві. Потім — техніком-топографом в бюро «Волгостроя». 26 квітня 1930 року — арештований в Москві, засуджений до 3 років заслання і відправлений в Східносибірський край. Пізніше — звільнений, працював топографом. Помер у Ярославлі у 1976 році.
Онука Радислава — донька Маріетти. Народилася у 1950 році (пом. 2023), у тюремній лікарні Степлагу, в Казахстані, де Марія Капніст жила на поселенні і працювала у вугільних копальнях. Ім'я дівчинці Марія дала на честь героїні оповідання Максима Горького «Макар Чудра». Радислава закінчила Харківський політехнічний інститут, працювала на Харківському авіаційному заводі інженером-технологом. Двічі брала шлюб, але прізвище не змінювала. Має двох синів — Ростислава та Георгія Капніста. Та п'ятьох онуків (станом на 2021 рік). Двоє з них — Ярослав Ростиславовича та Ростислав Ростиславовича (останній народився 22 березня 1996 року, в день народження Марії Капніст).
Ось що у 2005 році Радислава Капніст розповіла про своїх дітей на онуків журналістам:

| «Моєму старшому синові Ростиславу 33 роки, у нього двоє дітей. Онуку Ярославу вже 12 років, а молодший, Ростислав, народився 22 березня 1996 року, в день народження Марії Ростиславівни. Він — Ростистав Ростиславович-молодший, як його прадід. Молодший син — Георгій Капніст — творча натура. Йому 20 років, вчиться на 3-му курсі Банківської академії. У нього чудовий стиль письма, може годинами писати наукові роботи. Георгій серйозно вивчає родовід Капністів». Оригінальний текст (рос.) «Моему старшему сыну Ростиславу 33 года, у него двое детей. Внуку Ярославу уже 12 лет, а младший, Ростислав, родился 22 марта 1996 года, в день рождения Марии Ростиславовны. Он — Ростистав Ростиславович-младший, как его прадед. Младший сын — Георгий Капнист — творческая натура. Ему 20 лет, учится на 3-м курсе Банковской академии. У него великолепный слог, может часами писать научные работы. Георгий серьезно изучает родословную Капнистов». |
| |

У 2021 році Радислава видала книгу спогадів про маму-кіноакторку Марію Капніст (у харківському видавництві «Права людини»).

## Образ у мистецтві
- Головний герой одного з «Підвальних нарисів» російської письменниці Аделаїди Герцик — «Todesreif» (з німецької — «Готовий до смерті») — у ньому письменниця описує останні дні життя Ростислава Капніста і його побачення з дітьми[7].